# ウェセックス文化

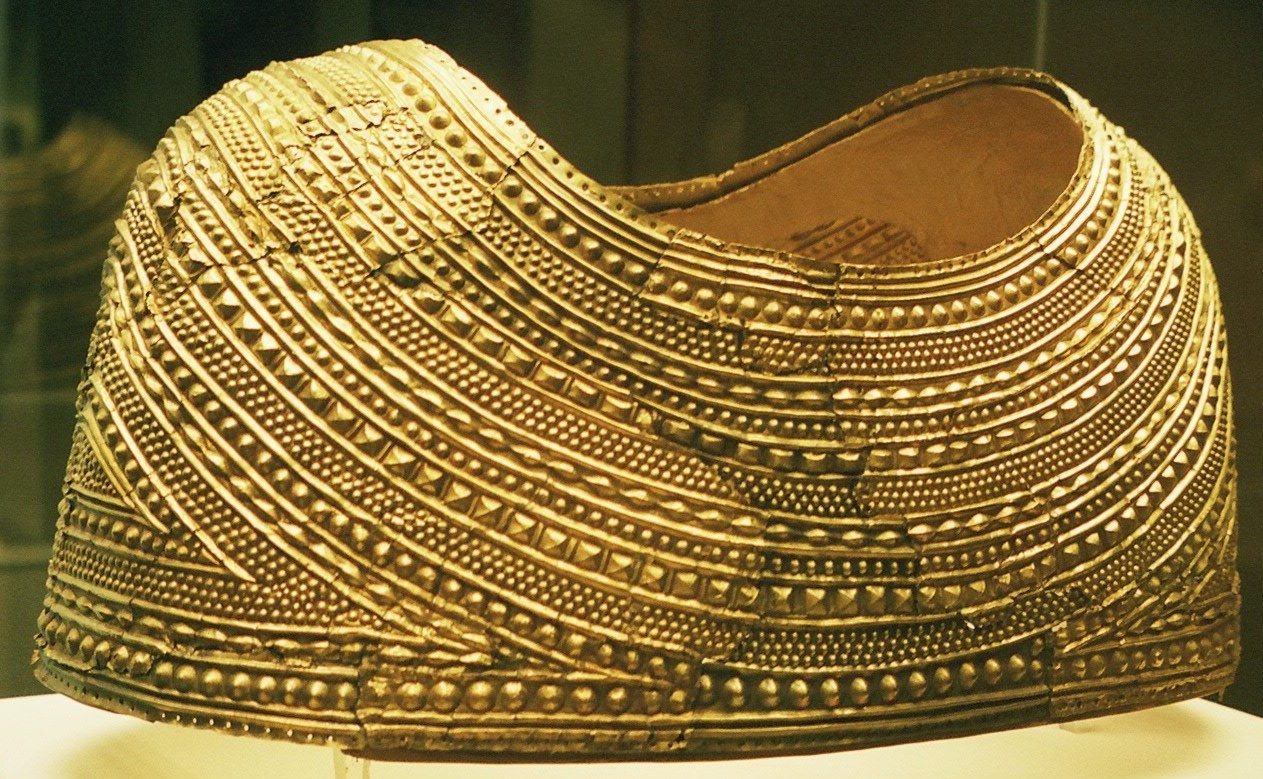
青銅器時代の金のケープ（紀元前1900-1600年ごろ）ウェールズ、フリントシャーより出土

ウェセックス文化（ウェセックスぶんか、英語: Wessex culture）は、青銅器時代の初期にブリテン島中部から南部にかけて優勢だった文化。1938年にイギリス人考古学者のスチュアート・ピゴットが初めて定義した。同名のサクソン人王国（ウェセックス王国）とは関連がない。
この文化はオランダ南部、ベルギー、フランス北部などのヒルフェルスム文化と関連があり、同時にフランス北部のアルモリカ古墳群とも関連がある。ビーカー文化のミドル・ライン・グループの原型をなし、第I期（紀元前2000-1650年）と第II期（紀元前1650-1400年）に分けられる。ウェセックス第I期はストーンヘンジの建設と関わっている。
彼らは当初死者を墳丘墓に埋葬していたが後に火葬に変更し、しばしば豪華な副葬品を伴った。彼らはヨーロッパ大陸と幅広い交易関係を持ち、バルト海の琥珀やドイツの宝石、ブルターニュの金、ミケーネ文明の短剣・ビーズなどを輸入していた。彼らは川を利用してセヴァーン川河口にアクセスしていたようである 。これらの交易から得た富を利用し、彼らはストーンヘンジの第2期、第3期を建設することができたと考えられている。また彼らの強い社会構造も大工事を可能にした。
この時期の建設はストーンヘンジの歴史の中で最も有名だが、この段階では天文学的計算は考慮されていなかった。
「ウェセックス文化」という言葉が初めて作られたとき、イギリス先史時代の調査は始まったばかりで、ウェセックス地域の異常に豊富で記録の多い埋葬物は、青銅器時代に関する文献の中で大きな存在感を示していた。20世紀にはさらに多くの青銅器時代の遺物が発見され、初期から中期にかけての青銅器時代の性質についての意見が大きく変化した。20世紀後半以降、「ウェセックス文化」を明確な文化グループというよりも、限定された社会階層と考えるのが通例となっており、特にウィルトシャーとその周辺にある100ほどの特に豪華な装飾が施された墓を指している。しかし、この文化グループは、アイルランドに出現した侵入型ビーカーグループの一つとして名前が挙げられている。